# Guglielmo Pesenti
Guglielmo Pesenti (Sedrina, Província de Bèrgam, 18 de desembre de 1933 - Bèrgam, 12 de juliol de 2002) va ser un ciclista italià, que fou professional entre 1957 i 1963.
El 1956 va prendre part en els Jocs Olímpics de Melbourne, en què guanyà una medalla de plata en la prova de velocitat individual, per darrere de Michel Rousseau.
Era fill del també ciclista Antonio Pesenti, guanyador del Giro d'Itàlia de 1932.

## Palmarès
- 1956
  -  Campió d'Itàlia de velocitat amateur
  -  Medalla de plata als Jocs Olímpics de Melbourne en velocitat
- 1957
  - 1r al Gran Premi de París en velocitat amateur
  - 1r al Gran Premi de Copenhaguen, velocitat